# Крутий узвіз, 6/2
Житловий будинок інженерно-технічних працівників заводу № 43 — будівля архітекторки Наталії Чмутіної на Крутому узвозі, 6/2.

## Будівництво і використання будівлі

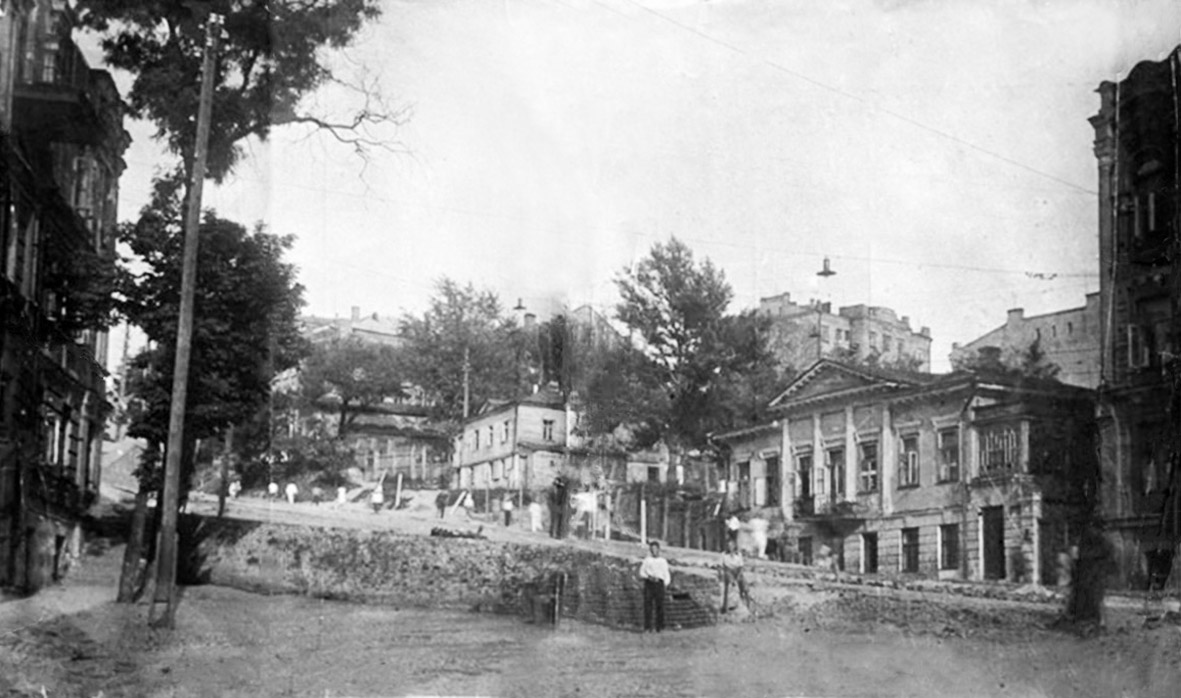
Розчищення ділянки вище будинку № 4 архітектора Людвіка Станзані (фото 1938 року)

Проєкт фасаду з боку Крутого узвозу (1938). Збудували лише ліву частину

Ділянку на розі вулиці Кропивницького та Крутого узвозу виділили під забудову для інженерно-технічних працівників авіаційно-ремонтного заводу № 43.
Зведення будинку розпочалось у червні 1938 року. Будівництво велось на складному рельєфі за проєктом архітекторки Наталії Чмутіної у співавторстві з Г. Граужисом і П. Красицьким. Першу чергу завершили 1940 року.
Передбачалось знести будівлю архітектора Людвіка Станзані 1846 року і продовжити зведення крила по Крутому узвозу. Однак планам завадила Німецько-радянська війна.

## Архітектура

Фасад з боку Крутого узвозу

Будівля — п'ятиповерхова, цегляна. Розрахована на 120 квартир. Зведена у стилі сталінської архітектури. Складається з двох крил. На розі — вишукані колони на лоджіях. Лоджія на п'ятому поверсі має арки.
У крилі з боку Крутого узвозу розташований проїзд у подвір'я. Дахові вікна круглі. Між балконами вікна здвоєні й розділені пілястрою. На п'ятому поверсі вікна напівциркульні; а над балконними вікнами сандрики.
Фасад з боку вулиці Кропивницького має вертикалі суцільно заскленої сходової клітки, характерні для постконструктивістського стилю.